# Gladiolus overbergensis
Gladiolus overbergensis là một loài thực vật có hoa trong họ Diên vĩ. Loài này được Goldblatt & M.P.de Vos miêu tả khoa học đầu tiên năm 1989 publ. 1990.